# Форестир-Уокер, Фредерик
Фредерик Уильям Эдвард Форестир Форестир-Уокер (англ. Frederick William Edward Forestier Forestier-Walker; 17 апреля 1844 года — 30 августа 1910 года) — генерал Британской армии, губернатор Гибралтара с 1905 по 1910 год.

## Военная карьера
Фредерик Форестир-Уокер был старшим сыном генерала Эдварда Форестира-Уокера (ранее просто Уокера) и его первой жены — Джейн Огилви-Грант, дочери Фрэнсиса Огилви-Гранта, 6-го графа Сифилда. Образование получил в Королевском военном училище в Сандхерсте. 5 сентября 1862 года начал службу в Шотландском гвардейском полку, купив звание энсина и лейтенанта. 11 июля 1865 года купил звание лейтенанта и капитана.
В 1873 году назначен военным секретарём при главнокомандующем Капской колонии, 15 октября 1878 года повышен до полковника. Участвовал в Кафрских войнах, за что в ноябре 1878 года был произведён в компаньоны (кавалеры) ордена Бани, и в Англо-зулусской войне. 20 марта 1880 года получил звание капитана и генерал-полковника Шотландского гвардейского полка. В 1882 году назначен ассистентом адъютанта и генерал-квартирмейстера Домашнего округа, но вскоре вернулся в Южную Африку. С 1884 года служил в Бечуаналенде, за что в январе 1886 года произведён в кавалеры ордена Святого Михаила и Святого Георгия.
Звание бригадира получил в Олдершоте в 1889 году, а 1890 году стал командующим британскими силами в Египте. За службу был посвящён в рыцари и стал рыцарем-командором ордена Бани. По возвращении из Египта в 1895 году назначен командующим Западного округа. В этой должности служил до 1899 года.
В 1899 году снова вернулся в Африку, став командующим Капской колонии и исполняя обязанности генерал-лейтенанта по линиям связи в Южно-африканских сухопутных силах. В этой должности он отвечал за приём войск и снабжения перед отправкой их на фронт. В донесении от 31 марта 1900 года главнокомандующий в Южной Африке Фредерик Робертс сообщал, что Форестир-Уокер выполнял свои обязанности «с честью для себя и с выгодой для общественной службы». За службу в Южной Африке в ноябре 1900 года Форрестир-Уокер был произведён в рыцари Большого Креста ордена Святого Михаила и Святого Георгия.
В 1901 году был произведён в рыцари справедливости ордена Святого Иоанна.
В 1905 году назначен губернатором Гибралтара, ушёл с этой должности в 1910 году, незадолго до своей смерти. В 1909 году также занимал пост командующего на Средиземноморье.
Уйдя в отставку, стал директором Cold Storage Company.

## Семья
В 1887 году женился на Мейбл Луизе Росс, в 1888-м у них родился сын — Айен Фредерик Уолтер Форестир-Уокер, — который в будущем пошёл по стопам отца, став военным, и служил в Шотландском гвардейском полку.